# Friedhof Heslach

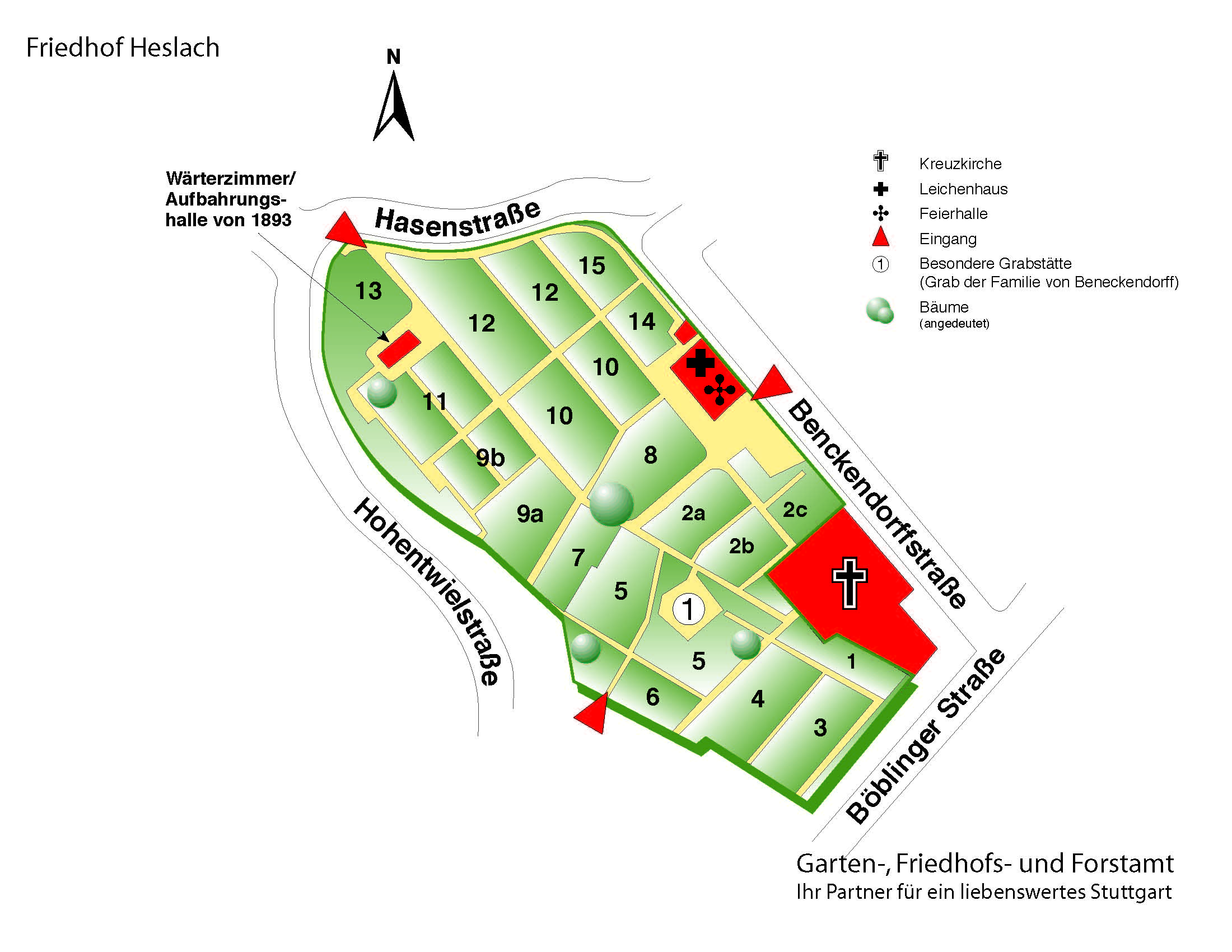
Friedhofsplan.

Der Stuttgarter Friedhof Heslach wurde 1798 angelegt und liegt im Stadtteil Heslach im Stadtbezirk Stuttgart-Süd. 
Die Friedhofsfläche umfasst ca. 1,5 Hektar und ist in die Abteilungen 1–15 mit ca. 2500 Grabstellen aufgeteilt. Auf dem Friedhofsgelände befinden sich ein Leichenhaus, eine Aussegnungshalle mit Dienstgebäude, eine Aufbewahrungshalle mit Wärterzimmer, die Kreuzkirche und das Benckendorff-Mausoleum, das durch seine Größe unter allen Grabanlagen herausragt. Der Friedhof stößt im Südosten an die belebte Böblinger Straße mit den Stadtbahnlinien U1 und U14, die an der Haltestelle "Bihlplatz" (vormals: „Benkendorffstraße“) hält. Im Nordosten führt die Benckendorffstraße am Friedhof vorbei, benannt nach Graf Benckendorff, dessen Mausoleum auf dem Friedhof steht.

## Geschichte

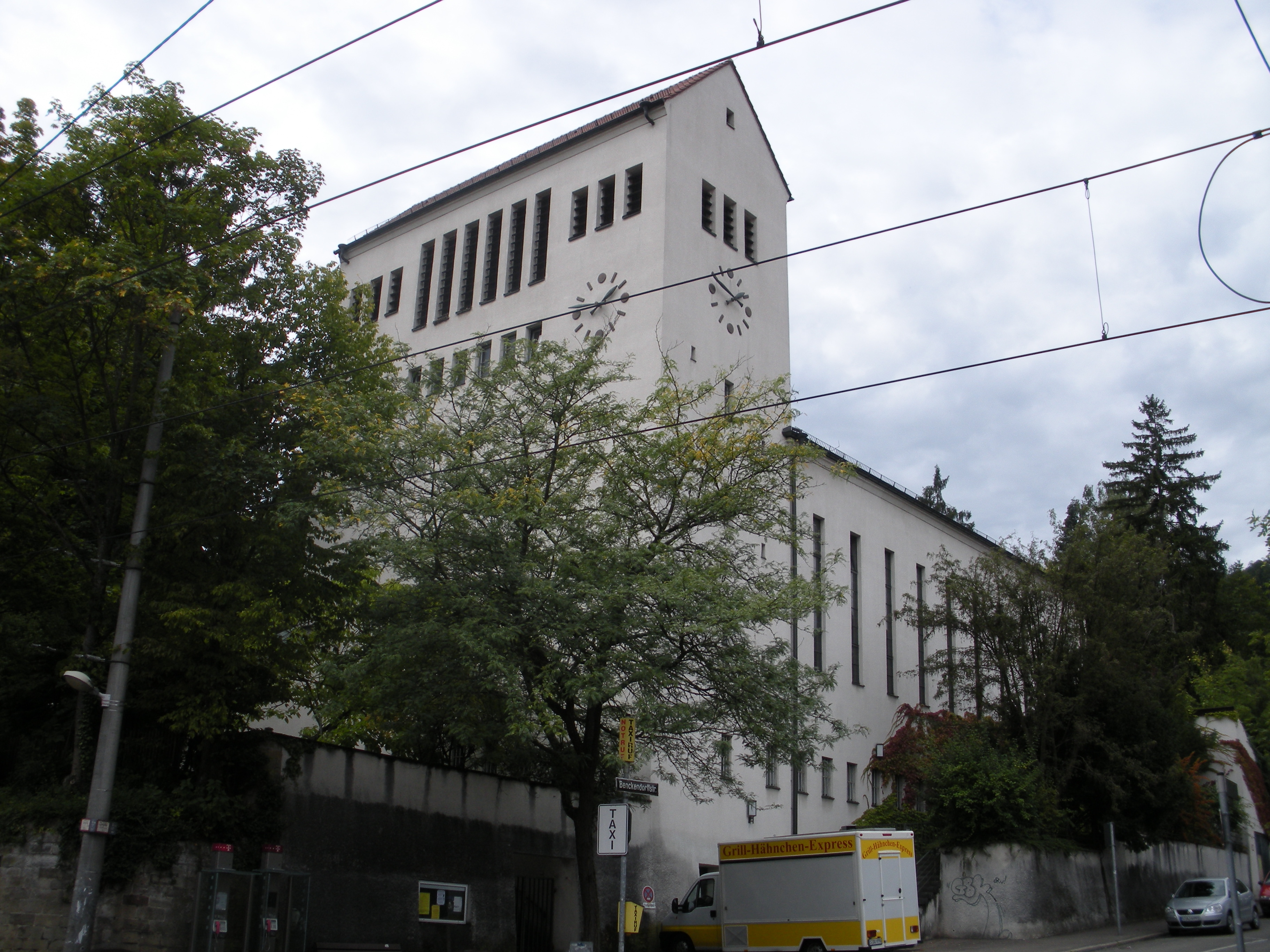
Kreuzkirche

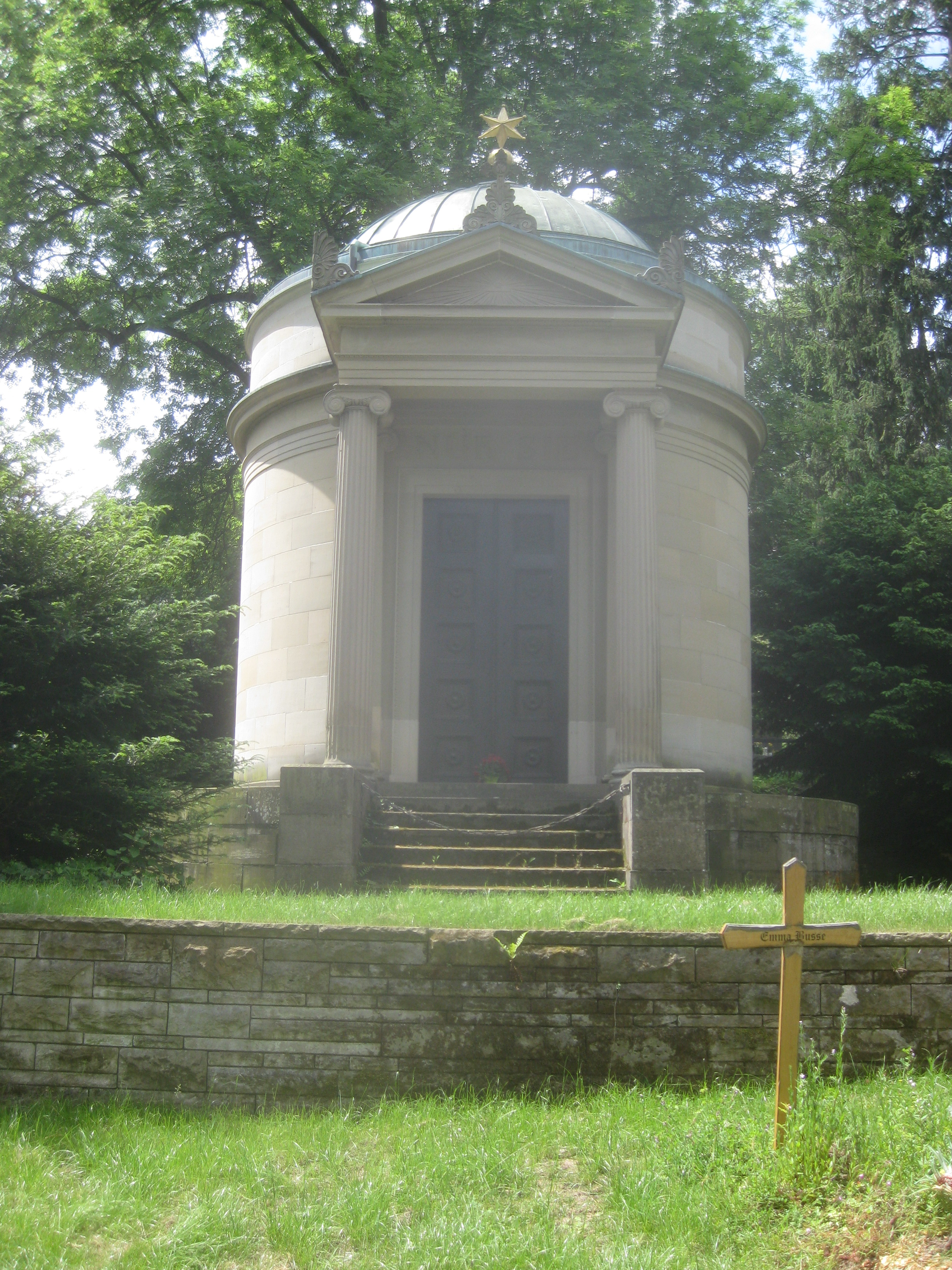
Benckendorff-Mausoleum

Mit dem Bau der Alten Kirche am Bihlplatz, unweit der heutigen Kreuzkirche, erhielt Heslach im Jahr 1554 auch einen Kirchhof. Im Jahr 1798 wurde in der Baumreute westlich des damaligen Heslach ein neuer Friedhof angelegt, da der Kirchhof nicht mehr erweitert werden konnte. Im Jahr 1823 wurde das Benckendorff-Mausoleum errichtet und 1893 die Aufbewahrungshalle mit einem Wärterzimmer. Der Haupteingang von 1897 ist heute nicht mehr vorhanden, ebenso eine Wartehalle und ein Aufseherhäuschen. Die Kreuzkirche an der Nordostecke des Friedhofs wurde 1931 eingeweiht. Im Jahr 1962 wurde eine Aussegnungshalle mit Dienstgebäude beim jetzigen Haupteingang erbaut.

## Benckendorff-Mausoleum
Konstantin von Benckendorff (1785–1828) ließ das Mausoleum (auch) für seine 1823 verstorbene Frau Natalia geb. von Alopeus (1796–1823) errichten. Als Architekt wählte er Giovanni Salucci, der 1820–1824 die Grabkapelle auf dem Rotenberg für die 1819 verstorbene Königin  Katharina, die zweite Frau von König Wilhelm I., erbaute. Über dem Portal ließ er zum Gedenken an seine Frau die Inschrift „NUR SIE“ anbringen. Nach seinem Tod im Jahr 1828 wurde auch Graf von Benckendorf in der Grabkapelle beigesetzt. 
Das Mausoleum birgt die Doppelbüste des verstorbenen Ehepaars in einer klassizistischen Nische. Sie reichen einander die rechte Hand zum Zeichen ehelicher Verbundenheit, ähnlich wie auf einem altrömischen Grabsteinrelief, das häufig als Cato und Porcia bezeichnet wird. Die Büsten hatte Johann Heinrich Dannecker 1812 bzw. 1821 modelliert. Er fasste sie 1825 zu dem Modell eines Ehepaars zusammen, das sein Schüler Theodor Wagner 1828 in Marmor ausführte. Die Jahre des Zweiten Weltkriegs überstand die Skulptur an einem geschützten Ort. Bis zu ihrer Rückkehr in das Mausoleum war sie zwischen 1950 und 1959 im Städtischen Lapidarium Stuttgart aufgestellt.

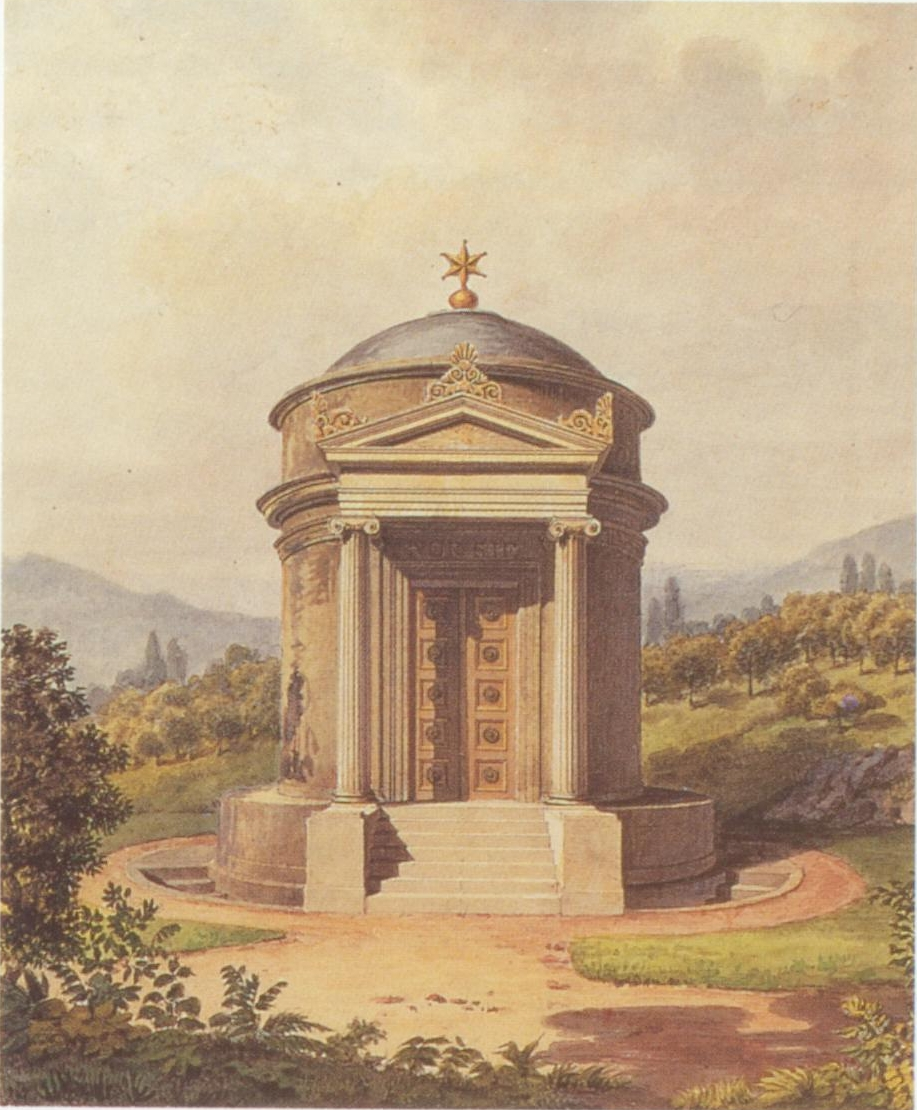
Ansicht, Zeichnung von Giovanni Salucci, 1821.
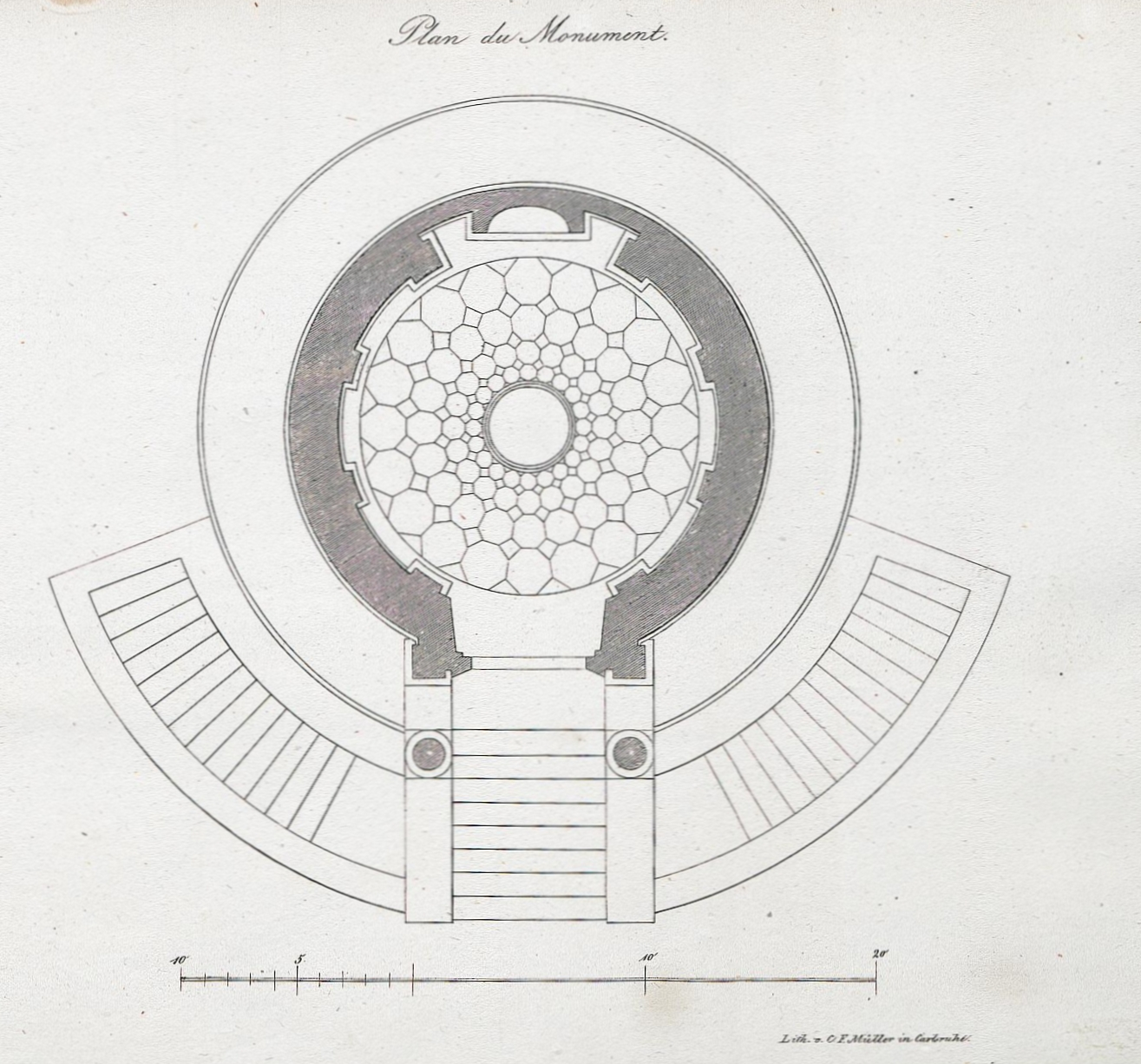
Grundriss.
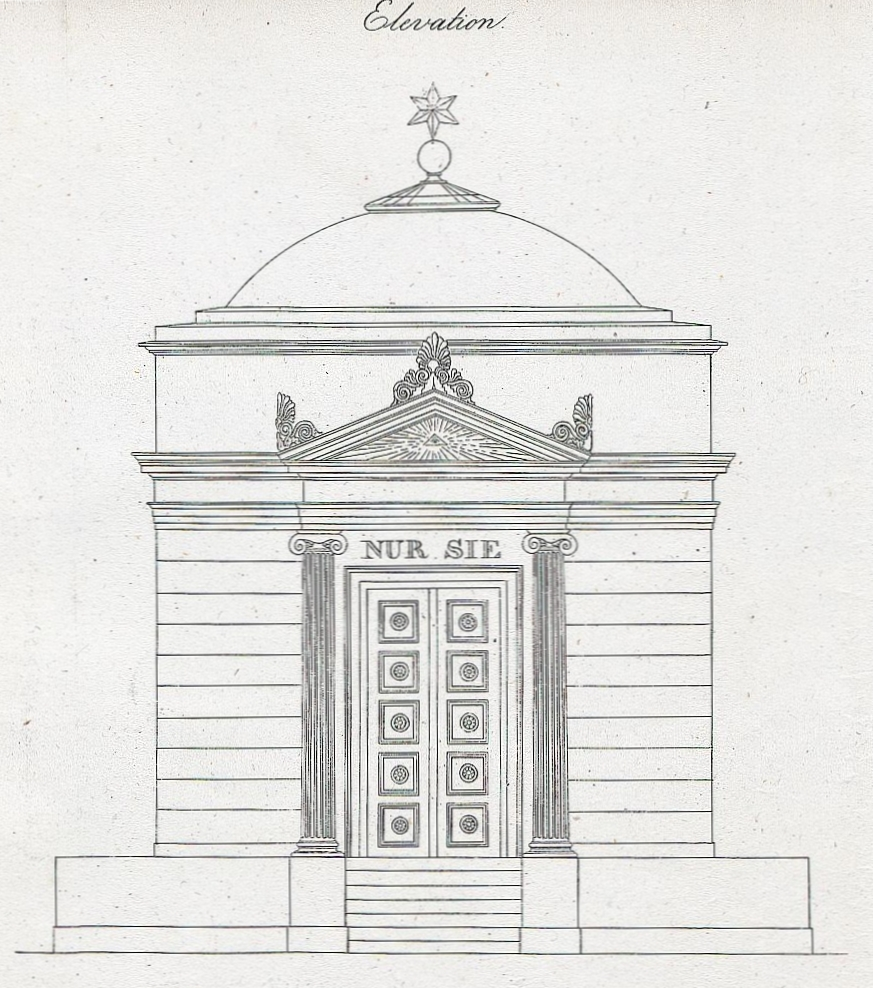
Aufriss.
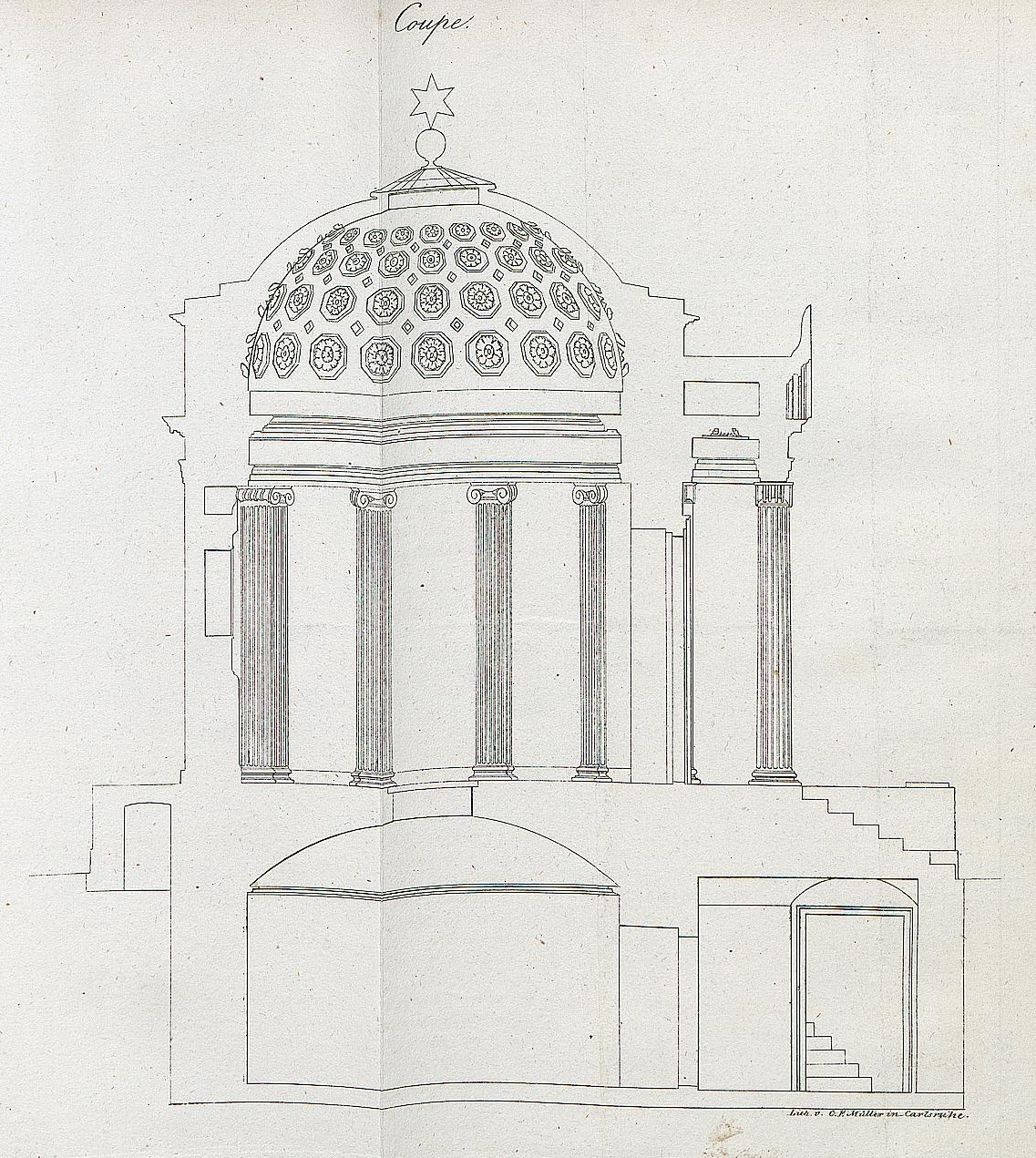
Querschnitt.

## Gräber
| → Spaltenlegende und -sortierung | |
| Legende | |
| \| # \| Nummer der Abteilung, in der sich das Grab befindet. Die Lage der Abteilungen geht aus dem Friedhofsplan (siehe oben) hervor. \| \| P \| Grab eines Prominenten. \| \| K \| Grab mit Kunstwerk oder ein Grab, das aus anderen Gründen bemerkenswert ist. \| \| * \| Geburtsjahr. \| \| † \| Todesjahr. \| | |
| Sortierung | |
| - Eine Spalte sortieren: das Symbol im Spaltenkopf anklicken. Spalte Grab/Künstler: Sortierung nach dem Familiennamen. - Nach einer weiteren Spalte sortieren: Umschalttaste gedrückt halten und das Symbol anklicken. - Anfangssortierung: nach dem Familiennamen in der Spalte Grab.                            | |
| # | Nummer der Abteilung, in der sich das Grab befindet. Die Lage der Abteilungen geht aus dem Friedhofsplan (siehe oben) hervor. |
| P | Grab eines Prominenten. |
| K | Grab mit Kunstwerk oder ein Grab, das aus anderen Gründen bemerkenswert ist.                                                  |
| * | Geburtsjahr. |
| † | Todesjahr. |

| Abbildung                     | #   | P | K | Grab                                                                                          | *    | †    | Künstler / Objekt |
| ----------------------------- | --- | - | - | --------------------------------------------------------------------------------------------- | ---- | ---- | --- |
| Grab Adolf Baumeister         | 08  |   | K | Adolf Baumeister.                                                                             | 1894 | 1962 | NN, Relief mit Vase. |
| Grab Georg Friedrich Bihl     | 02c | P | K | Georg Friedrich Bihl, Architekt, nach ihm ist der Bihlplatz benannt.                          | 1847 | 1935 | NN, klassizistisches Grabdenkmal mit Gebälk auf dorischen Säulen und Einfriedung durch Geländer.                           |
| Grab Hans-Jürgen Bock         | ?   | P |   | Hans-Jürgen Bock, Jazzpianist.                                                                | 1939 | 2006 | |
| Grab Carl Eberspächer         | 10  |   | K | Carl Eberspächer.                                                                             | 1864 | 1922 | NN, Bronzeurne und Relief mit einer stehenden Trauernden.                                                                  |
| Grab Hugo Gauger              | 05  |   | K | Hugo Gauger, Apotheker.                                                                       | 1870 | 1943 | NN, Skulptur einer stehenden Trauernden.                                                                                   |
| Grab Adolf Haaga              | 02c | P | K | Adolf Haaga, Fabrikant von Rundwirkmaschinen, erster Autobesitzer in Heslach.                 | 1880 | 1949 | NN, klassizistisches, halbrundes Wanddenkmal mit Urnennischen, Gebälk auf dorischen Säulen und Einfriedung durch Geländer. |
| Grab Adolf Haaga              | 02c | P |   | Adolf Haaga als erster Autobesitzer in Heslach.                                               | 1880 | 1949 | |
|                               | ?   | P |   | Maria Heitele, Hochseilartistin.                                                              |      |      | |
| Grab Conrad Haußmann          | 11  | P | K | Conrad Haußmann, Politiker.                                                                   | 1857 | 1922 | NN, halbrundes Wanddenkmal mit bronzenem Reliefmedaillon.                                                                  |
| Grab Conrad Haußmann          | 11  | P | K | Conrad Haußmann, Politiker.                                                                   | 1857 | 1922 | NN, halbrundes Wanddenkmal mit bronzenem Porträtrelief.                                                                    |
| Grab Paul Heckel              | 15  |   | K | Paul Heckel.                                                                                  | 1888 | 1922 | NN, Relief mit Baum und Putte, die ein Bäumchen begießt.                                                                   |
| Grab Max Holz                 | 08  |   | K | Max Holz.                                                                                     | 1853 | 1932 | NN, Relief mit zwei Trauernden, die sich trösten.                                                                          |
| Grab Karl Kloß                | 15  | P | K | Karl Kloß, Gewerkschafter und Politiker.                                                      | 1847 | 1908 | NN, bronzenes Porträtrelief.                                                                                               |
| Grab Karl Kloß                | 15  | P | K | Karl Kloß, Gewerkschafter und Politiker.                                                      | 1847 | 1908 | NN, bronzenes Porträtrelief.                                                                                               |
|                               | 08  |   | K | Gottlieb Kussmaul.                                                                            | 1842 | 1907 | NN, Wanddenkmal mit zwei Fenstern.                                                                                         |
| Grab Adolf Nanz               | 05  |   | K | Adolf Nanz.                                                                                   | 1869 | 1908 | NN, Bronzereliefs mit pflanzlichen Ornamenten.                                                                             |
| Grab Maria Adelheid Reinhardt | 02b | P | K | Maria Adelheid Reinhardt, im KZ Auschwitz ermordet.                                           | 1923 | 1943 | NN, Relief einer stehenden Trauernden.                                                                                     |
| Grab Bernhard Rettenmeyer     | 05  | P | K | Bernhard Rettenmeyer, Besitzer einer Brauerei, aus der die Stuttgarter Hofbräu AG hervorging. | 1839 | 1896 | NN, gotisches Pfeilerdenkmal mit Bogenfenstern, Wimpergen, Fialen und Türmchen.                                            |
|                               | ?   | P |   | Friedrich Ritter, letzter Heslacher Schultheiß.                                               |      |      | |
| Grab Julius Roth              | 04  |   | K | Julius Roth.                                                                                  | 1876 | 1942 | NN, Skulptur einer stehenden Trauernden.                                                                                   |
| Grab Erwin Steinle            | 12  |   | K | Erwin Steinle.                                                                                | 1914 | 1983 | NN, Wappenrelief. |
| Grab Familie Ziegler-Heinkel  | ?   |   | K | Familie Ziegler-Heinkel.                                                                      |      |      | NN, Relief einer stehenden Trauernden.                                                                                     |

## Baumruine

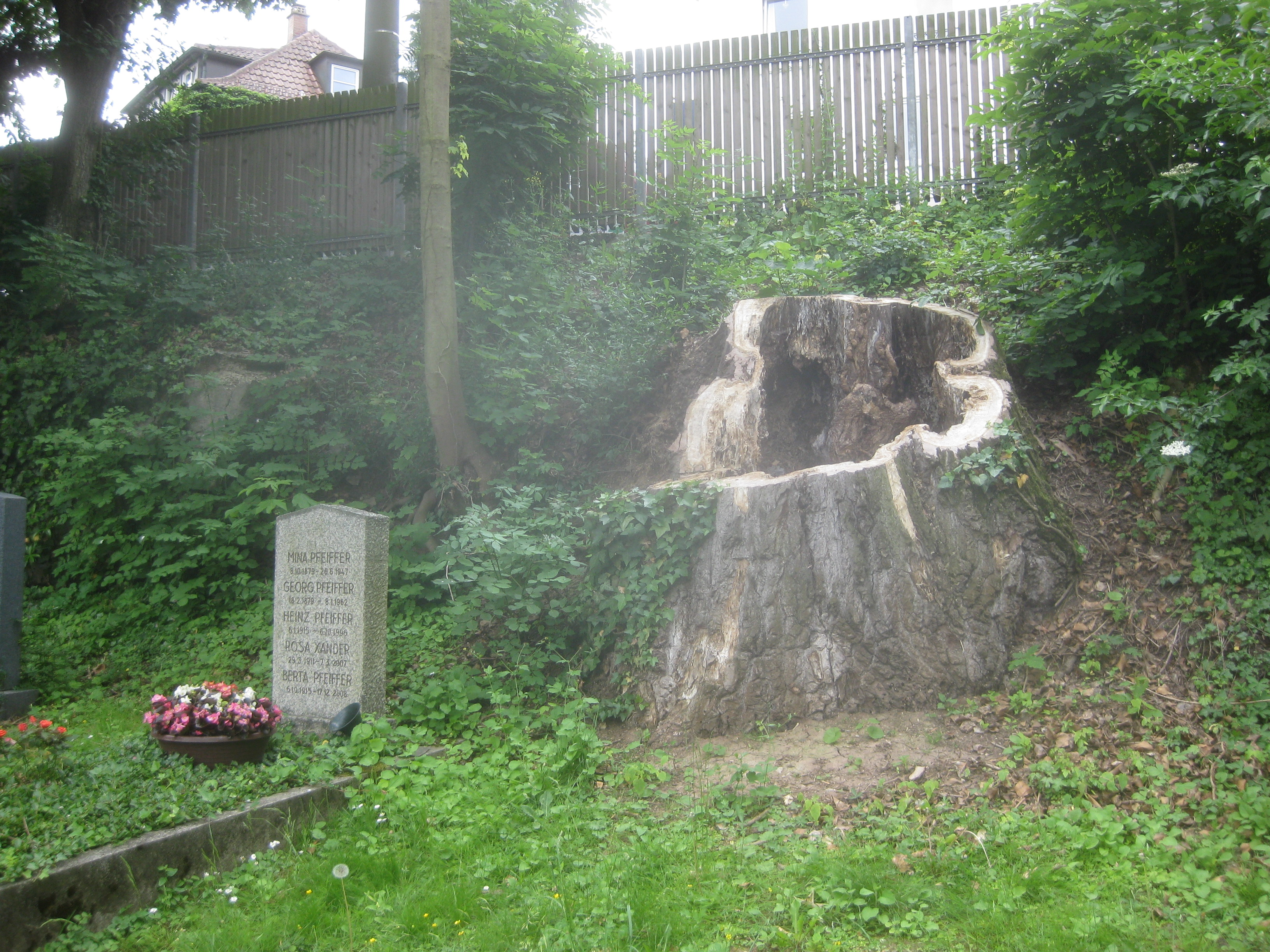
Baumstumpf

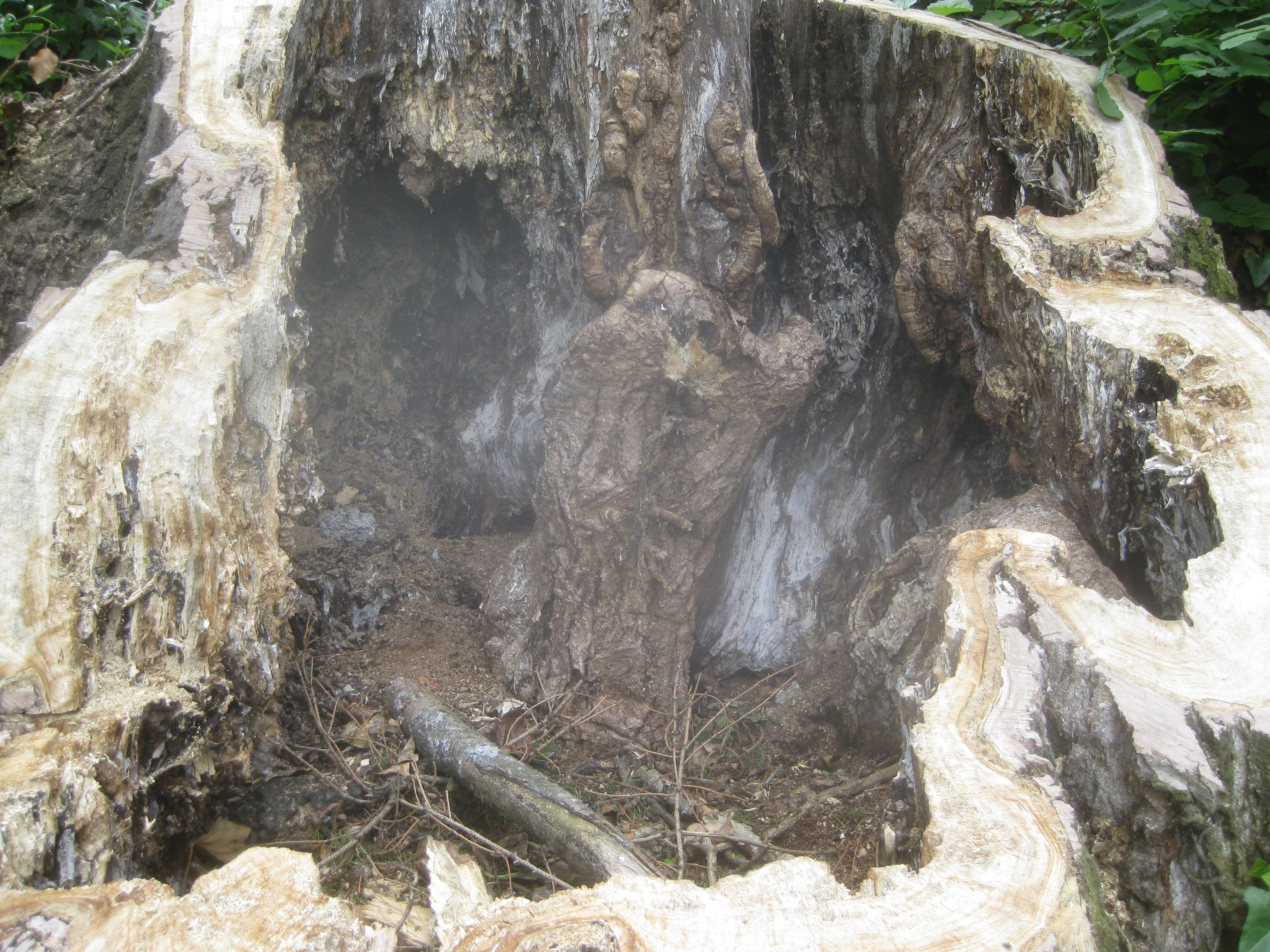
Inneres des Baumstumpfs

Nahe an der südwestlichen Einfriedung des Friedhofs trifft man auf den hohlen Stumpf eines einstmals mächtigen Baums, der hier als Denkmal seiner selbst steht.

### Friedhof
- Georg Friedel: Rücktritt von einer geplanten Stolperstein-Aktion. Angehöriger einer Sinti-Familie spricht sich gegen Verlegung in Feuerbach aus – Er will nicht, dass Leute auf Gedenksteine treten. In: Nord-Rundschau vom 18. März 2008, (online).
- Werner Koch; Christopher Koch: Stuttgarter Friedhofsführer. Ein Wegweiser zu Gräbern bekannter Persönlichkeiten. Tübingen 2012, Seite 136–138.
- Mammut-Verlag (Herausgeber und Redaktion): Stuttgart, Der Friedhofswegweiser. Stuttgart 2011, Seite 76–77 (kostenlos erhältlich, u. a. bei der Infothek im Rathaus).
- Jens Noll: Heslacher Friedhof. Über viele Gräber gibt es Geschichten zu erzählen. In: Stuttgarter Nachrichten, (online).
- Andrea Rothfuß: „Mit ihr ist mein Himmel entschwunden“. Mit Siegfried Bassler den Heslacher Friedhof entdecken. In: Stuttgarter Wochenblatt vom 25. März 2010, (online).

### Benckendorff-Mausoleum
- Carla Fandrey: Giovanni Salucci 1769–1845, Hofbaumeister König Wilhelms I. von Württemberg 1817–1839. Ausstellung zum 150. Todestag des Architekten Giovanni Salucci vom 16. Mai bis 1. Juli 1995, Stuttgart 1995, Seite 40–41, 133–134.
- Christian von Holst: Johann Heinrich Dannecker, Teil 1: Der Bildhauer, Stuttgart 1987, Seite 401–402.
- Ludwig Schorn: Grabmal der Frau v. Benckendorff, geb. Alopeus in Häslach bey Stuttgart. (Mit Plan, Aufriss und Durchschnitt des Monuments). In: Morgenblatt für gebildete Stände, Kunst-Blatt 6.1825, Seite 281–282, 2 Beilagen, .
- Wilhelm Speidel: Giovanni Salucci. Der erste Hofbaumeister König Wilhelms I. von Württemberg. Sein Leben und Schaffen bis zu seinem Ausscheiden aus dem Hofdienst im Jahre 1828. Ein Beitrag zur Geschichte des Klassizismus in Schwaben. Stuttgart 1936, Seite 69–72, Abbildung 46.
- Walter Weber: Das Schicksal eines Bildwerkes im Lapidarium [Benckendorffsche Grabkapelle]. In: Amtsblatt der Stadt Stuttgart 1953, Nr. 7, Seite 5–6.